# Ronald Kuba
Ronald Kuba (ur. 14 października 1994) – słowacki kolarz szosowy.
Kuba zaczął trenować kolarstwo w 2016, wcześniej jeździł na rowerze wyłącznie hobbystycznie. Pięć lat później, będąc amatorem, został mistrzem Słowacji w jeździe indywidualnej na czas, pokonując zawodowych kolarzy i otrzymując powołanie na rozgrywane w tym samym roku mistrzostwa Europy oraz mistrzostwa świata.

## Osiągnięcia
Opracowano na podstawie:
2020
- 3. miejsce w mistrzostwach Słowacji (jazda indywidualna na czas)

2021
- 1. miejsce w mistrzostwach Słowacji (jazda indywidualna na czas)

2022
- 3. miejsce w mistrzostwach Słowacji (jazda indywidualna na czas)

## Rankingi
| Rok             | 2019  | 2020  | 2021 | 2022  | 2023  |
| --------------- | ----- | ----- | ---- | ----- | ----- |
| World Ranking   | 2509. | 1109. | 906. | 1569. | 2224. |
| UCI Europe Tour | 1596. | 858.  | 694. | 1052. | -     |
|                 |       |       |      |       |       |
| Źródło: UCI     |       |       |      |       |       |